# Parafia Niepokalanego Poczęcia Najświętszej Maryi Panny w Bytyniu
Parafia Niepokalanego Poczęcia Najświętszej Maryi Panny w Bytyniu – rzymskokatolicka parafia w Bytyniu, należy do dekanatu pniewskiego archidiecezji poznańskiej.
Parafia został erygowana w latach 1268-1278.

## Proboszczowie
- ks. Wojciech Mądry (2020– )[2]

## Zasięg
Do parafii należą wierni z miejscowości : Bytyń, Gorgoszewo, Grzebienisko, ul. Dębowa, Sosnowa i Topolowa, Kunowo, Mieściska, Młodasko, Piersko, Stramnica - Gajówka.